# الأزمة اليمنية (2011-الآن)
الأزمة اليمنية (2011-الآن) بدأت مع ثورة الشباب اليمنية ضد الرئيس علي عبد الله صالح، الذي ترأس اليمن لأكثر من 33 سنة. بعد أن ترك صالح السلطة في أوائل عام 2012 كجزء من اتفاق بوساطة بين السلطة الحاكمة، وجماعات المعارضة، بقيادة نائب الرئيس حينها عبد ربه منصور هادي، الذي صارع من أجل توحيد المشهد السياسي المنقسم في البلاد، ودرء التهديدات من كل من تنظيم القاعدة في جزيرة العرب والحوثيين، الذي كان قد خاض نزاع صعدة لعدة سنوات.
في عام 2014، شن المقاتلين الحوثيين معركة صنعاء (2014)، ودخلوا في مفاوضات مع الرئيس هادي حول «حكومة وحدة وطنية» مع الفصائل السياسية الأخرى، فيما واصل الحوثيين ممارسة الضغط على الحكومة حتى ضعفت، وهاجم الحوثيين القصر الجمهوري ومقر إقامة الرئيس هادي، ومن ثم استقال هادي جنبا إلى جنب مع وزرائه في يناير 2015، وفي الشهر التالي، قام الحوثيين بإنقلاب، حُلا فيه مجلس النواب اليمني وتولت السلطة اللجنة الثورية بقيادة محمد علي الحوثي، وهو ابن عم زعيم الحوثيين عبد الملك الحوثي.

## خلفية
بعد موجة من الاحتجاجات المعروفة بأسم ثورات الربيع العربي، التي لم تستغرق وقتا طويلا لتصل اليمن بعد الثورة التونسية، ولأن اليمن بلد فقير مع حكومة معترف بفسادها على نطاق واسع، ومع بداية 2011، شهد اليمن اندلاع ثورة الشباب اليمنية، في الوقت الذي كانت البلاد تواجه تحديات من تنظيم القاعدة والحراك الجنوبي في الجنوب والحوثيون المتمردين في الشمال.

## تاريخ

### 2011

#### الاحتجاجات ضد صالح
إندلعت الاحتجاجات الشعبية في أوائل 2011، بقيادة أحزاب المعارضة الإسلامية والإشتراكية،  وأنضمت إلى الإحتجاجات جماعات متمردة مثل الحوثيون والحراك الجنوبي،  رد الرئيس صالح بحملة قمع عنيفة، تفككت خلالها البلاد تقريباً إلى حرب أهلية شاملة، كما أنضم قادة عسكريين بوحداتهم العسكرية إلى المحتجين، إبتداء من شهر مارس.
كاد صالح أن يقتل عندما إنفجرت قنبلة في مسجد كان يصلي فيه هو والعديد من كبار المسؤولين في الحكومة، في 3 يونيو، وعلى ما يبدو أنها كانت محاولة اغتيال فاشلة. في حين كانت حالته خطرة، تعافى صالح وعاد للعمل في 23 سبتمبر بعد عدة أشهر من العلاج الطبي في السعودية. وكان نائب الرئيس عبد ربه منصور هادي خلال فترة غيابه «رئيسا بالوكالة»، التقى هادي مع المعارضة حينها وأعرب عن انفتاحه على الإصلاحات السياسية. ومع ذلك، قال هادي انه رفض فكرة إجبار صالح من السلطة دون موافقتة.

#### المبادرة الخليجية
ضغط مجلس التعاون الخليجي على صالح من أجل تنحيته، بعد أسابيع من عودته من المملكة العربية السعودية، وافق صالح أخيرا في 23 نوفمبر على الاستقالة مقابل الحصانة. وكجزء من الصفقة، وافقت المعارضة للسماح لعبد ربه منصور هادي ليكون مرشحاً توافقياً لرئاسة الجمهورية في 2012.

#### حصار دماج
وفي الوقت نفسه، أقام المتمردون الحوثيون في شمال اليمن، حصاراً على مدينة دماج السلفية في محافظة صعدة، يتهمهم أعدائهم بأنهم يحاولون تطهير صعدة من السنة ولكن الحوثيون ينفون هذا الإتهام ويقولون أنهم لا يحاصرون مدرسة دار الحديث ولكنهم يتحققون من دخول الأسلحة والعناصر الأجنبية إلى المدرسة، وتجددت الإشتباكات في أكتوبر 2013، قام الرئيس عبد ربه منصور هادي بإرسال عبد القادر هلال، وتم توقيع اتفاق لوقف إطلاق النار سرعان ماتم خرقه وكلا الطرفين يتهم الطرف الآخر بخرق شروط الهدنة. وأشتد القتال لأسوأ حالاته في نوفمبر وديسمبر، عندما كان الجيش اليمني غير قادر على استعادة النظام، بسبب الاحتجاجات في أماكن أخرى من البلاد. توقفت المعارك في دماج بعد قرار رئاسي يقضي بخروجهم إلى محافظة الحديدة،  وجُمعت 830 جثة حصيلة المواجهات مع الحوثيين.

### 2012

#### انتخاب هادي (2012)
على الرغم من أن هادي انتخب رئيساً بدون معارضة، كان ينظر على نطاق واسع أن انتخابه يوم 24 فبراير 2012، استكمال لأهداف ثورة الشباب التي بدأت قبل عام. لأن هادي من جنوب اليمن، استطاع تهدئة الأوضاع فيها خصوصاً المطالب الإنفصالية، على الرغم من أن الحراك الجنوبي قاطعوا الانتخابات الرئاسية، كما فعل الحوثيين.

#### اشتباكات دماج تستمر
حصار دماج جددت في أبريل عندما أندلع القتال بين الحوثيين والطلاب السلفيين، وتبادل الجانبان اتهام الآخر بانتهاك اتفاق الهدنة.

### 2013

#### الحوار الوطني اليمني
عقد الحوار الوطني اليمني بمشاركة العديد من الفصائل السياسية، بما في ذلك الحوثيين. وحولت الحكومة اليمنية رفات حسين بدر الدين الحوثي لأسرته، وذلك بعد تسع سنوات من مقتله، ودفن في شمال اليمن في يونيو 2013، بحضور ممثل عن الرئيس هادي. زار هادي الولايات المتحدة، وهو حليف رئيسي لها، وفي يوليو 2013 رفعت الولايات المتحدة الحظر المفروض على نقل المعتقلين من معتقل جوانتانامو إلى اليمن. وفي الوقت نفسه، رحلت السعودية ما بين إلى 300،000 إلى 400،000 من العمال المهاجرين اليمنيين إلى اليمن خلال عام 2013، مما تسبب في زيادة الفقر والبطالة.

#### الاشتباكات المتجددة (2013)
تجدد الصراع بين الحوثيين والسلفيين في محافظة صعدة، في أكتوبر ونوفمبر، وأتهم مسؤولون في الحكومة المقاتلين الحوثيين بمهاجمة السلفية في دماج في محاولة لإخراجهم منها، في حين أتهم الحوثيون السلفيين باستخدام المعهد الديني نقطة لإنطلاق الأجانب المقاتلين في تنظيم القاعدة، حاولت الحكومة بالتدخل لوقف القتال.
واستمر القتال الطائفي في محافظة الجوف على مدار السنة، وشهدت محافظة ذمار اشتباكات بين الحوثيين والسلفيين في نهاية العام.

### 2014

#### الصراع بين الإصلاح والحوثيين
امتدت الاشتباكات من دماج إلى محافظة عمران في يناير 2014. وحقق الحوثيين انتصاراً في صعدة عندما توسطت الحكومة اليمنية باتفاق تم بموجبه إجلاء السلفيين وأسرهم إلى محافظة الحديدة. ووفقاً للتقارير، منع الحوثيين القوات الحكومية من الإنتشار في أماكن الصراع، على الرغم انه من ضمن الإتفاق.
كثف القتال في محافظة عمران خلال العام، بوقوع اشتباكات بين الحوثيين وحزب التجمع اليمني للإصلاح ووحدات من الجيش، وأدى في النهاية إلى سيطرة الحوثيين على المحافظة بأكملها، وتوسع الصراع إلى محافظة صنعاء بحلول يوليو 2014.

#### سيطرة الحوثيين على صنعاء
بدأ الحوثيين من منتصف 2014 باحتجاجات ضد حكومة هادي للمطالبة بتنازلات من أجل حل قضية نزاع صعدة. وتصاعدت الانتفاضة كثيرًا واجتاح مقاتلي الحوثي العاصمة صنعاء، وسيطروا على المدينة في غضون بضعة أيام في 21 سبتمبر بعد إشتباكات قصيرة مع قوات الجنرال علي محسن الأحمر. اتهم الرئيس السابق علي عبد الله صالح، بمساعدة الحوثيين، وتمهيد الطريق لسيطرتهم على صنعاء. واستقال رئيس الوزراء محمد باسندوة في 21 سبتمبر كجزء من صفقة تهدف لانهاء الازمة.

#### تشكيل حكومة بحاح
أتفق الحوثيين مع الحكومة في 21 سبتمبر على تشكيل «حكومة وحدة وطنية» خلال شهر واحد. ورفض الحوثيين اختيار هادي لأحمد عوض بن مبارك لتشكيل الحكومة، وعين بدلاً عنه وزير النفط خالد بحاح بعد موافقة الحوثيين. أعلن الحوثيين وحزب المؤتمر الشعبي العام بزعامة صالح مقاطعتهم للحكومة وقالوا انهم لن يشاركوا فيها، بسبب أن نصيبهم من الحقائب الوزارية غير مقبول. وقرر مجلس الأمن الدولي ووزارة الخزانة الأمريكية عقوبات ضد علي عبد الله صالح وكبار قادة الحوثيين.

### 2015
في 17 يناير 2015 إختطف الحوثيين مدير مكتب رئيس الجمهورية أحمد عوض بن مبارك متهمينه بالفساد المالي والإداري وتمرير «مسودة الدستور» دون توافق على مسألة شكل الدولة. وهددت الجماعة بـ«سلسلة إجراءات خاصة».

#### استيلاء الحوثيين على السلطة (2015)
هاجم الحوثيين منزل الرئيس هادي في 19 يناير 2015 بعد اشتباكات مع الحرس الرئاسي، وحاصروا القصر الجمهوري الذي يقيم فيه رئيس الوزراء،  وأقتحموا معسكر الصواريخ ومجمع دار الرئاسة بصنعاء الذي يشمل عدة معسكرات للجيش، ووصف قائد قوات الحماية الرئاسية العميد صالح الجعيملاني بأن ما يجري «محاولة إنقلاب»، وسيطر الحوثيين على قناة اليمن ووكالة سبأ للأنباء،  وألقى عبد الملك الحوثي خطاباً طالب فيه بأربعة نقاط متعلقه بالشراكة ومسودة الدستور،  واستجاب الرئيس لمطالب عبد الملك الحوثي ووقعت اتفاقية في 21 يناير وتم الإتفاق مع الحوثيين مقابل ذلك أن يطلق سراح مدير مكتب الرئيس أحمد عوض بن مبارك المعتقل فور توقيع الإتفاق، وأن ينسحب الحوثيين من المناطق التي سيطروا عليها خلال الإشتباكات الأخيرة أهمها المواقع المطلة على منزل «رئيس الجمهورية» ومن دار الرئاسة والقصر الجمهوري الذي يسكن فيه رئيس الوزراء، ومن معسكر الصواريخ.
لم يلتزم الحوثيين بالإتفاق الأخير، فلم ينسحبوا من دار الرئاسة أو يطلقوا سراح «بن مبارك» حينها، وحسب مستشار الرئيس هادي، طلب الحوثيين تعيين العشرات من أنصارهم في مناصب قيادية وعسكرية أهمها تعيين نائباً للرئيس من الحوثيين. وضغط الحوثيين على الرئيس عبد ربه منصور هادي ورئيس الوزراء خالد بحاح مما دفعهما لتقديم إستقالاتهم، في 22 يناير، مبريين ذلك بعدم قدرتهم على مواصلة العمل في ظل الظروف التي فرضها الحوثيين، ورفض الحوثيين استقالة هادي، وأبقوه تحت الإقامة الجبرية، مما دفع ذلك لاعلان أربع محافظات جنوبية عدم تلقيها أوامر من صنعاء الأنقلابيين في صنعاء سيطر الحوثيين على مبنى البرلمان،  ولم يعقد البرلمان جلسة لقبول الاستقالة أو رفضها حسب ما ينص عليه الدستور، وتدخل مندوب الأمم المتحدة في اليمن جمال بنعمر، لإجراء حوار سياسي ومفاوضات بين الحوثيين والأحزاب السياسية لمحاولة التوصل إلى حل توافقي. وبعد مفاوضات غير مثمرة، أعلن الحوثيون بيان أسموه بالـ«إعلان الدستوري» في 6 فبراير، وقاموا بإعلان حل البرلمان،  وتمكين «اللجنة الثورية» بقيادة محمد علي الحوثي لقيادة البلاد.